# Сельское поселение Мордово-Ишуткино
Се́льское поселе́ние Мордово-Ишуткино — муниципальное образование в Исаклинском районе Самарской области Российской Федерации.
Административный центр — село Мордово-Ишуткино.

## История
Законом Самарской области от 30 апреля 2015 года № 38-ГД, сельские поселения Мордово-Ишуткино и Мордово-Аделяково преобразованы, путём их объединения, в сельское поселение Мордово-Ишуткино с административным центром в селе Мордово-Ишуткино.

## Население
| 2010 | 2012 | 2013 | 2014 | 2015 | 2016 | 2017 |
| ---- | ---- | ---- | ---- | ---- | ---- | ---- |
| 557  | ↘540 | ↘531 | ↘526 | ↘518 | ↗981 | ↘954 |
| 2018 | 2019 | 2020 | 2021 |      |      |      |
| ↘922 | ↘899 | ↘870 | ↘815 |      |      |      |

## Состав сельского поселения
| № | Населённый пункт  | Тип населённого пункта       | Население |
| - | ----------------- | ---------------------------- | --------- |
| 1 | Ивановка          | посёлок                      | 43        |
| 2 | Малое Ишуткино    | село                         | 217       |
| 3 | Мордово-Аделяково | село                         | 515       |
| 4 | Мордово-Ишуткино  | село, административный центр | 340       |
| 5 | Нижняя Алексеевка | посёлок                      | 18        |